# November 2011
| November 2011 |
| Månader under 2011: Januari · Februari · Mars · April · Maj · Juni · Juli · Augusti · September · Oktober · November · December ← December 2010 · Januari 2012 → |

## Händelser

### 9 november
- En kraftig jordbävning med magnituden 5,6 på Richterskalan drabbade staden Van i Turkiet för andra gången. 40 personer har hittats döda och över 30 personer har hittats skadade. Tidigare blev staden Van drabbad av en kraftig jordbävning med magnituden 7,2 den 23 oktober 2011 då 604 personer hittades döda.

### 11 november
- Greklands premiärminister Giorgos Papandreou avgår efter en period med tilltagande politisk kris i landet, till följd av Greklands ekonomiska kris. Han efterträds av Lucas Papademos.
- Mexikos inrikesminister Francisco Blake Mora och sju andra personer omkommer i en helikopterkrasch nära huvudstaden Mexico City.[1]

### 12 november
- Minst 27 människor omkommer i en explosion på en militärförläggning väster om den iranska huvudstaden Teheran.
- Italiens premiärminister Silvio Berlusconi avgår.

### 16 november
- Mario Monti tillträder som Italiens premiärminister.